# Галенко, Иван Григорьевич
Галенко Иван Григорьевич — гвардии красноармеец 160 Гвардейского стрелкового полка 54 Гвардейской стрелковой Макеевской дивизии 5 Ударной Армии 4 Украинского Фронта. Участвовал в боях с немецко-фашистскими захватчиками, героически отличился в ходе выполнения боевой операции на линии фронта между сёлами Зелёное и Верхний Рогачик. Родился в 1925 году в с. Зрубное; умер от ран 20.01.1944 г. в с. Косаковка.

## Подвиг
Освобождая свою землю от фашистов, принял участие в боевой операции на Никопольском плацдарме между сёлами Зелёное и Верхний Рогачик
По информации указаной в Наградном листе от 20.01.1944 г.: «Действуя в составе группы разведчиков по взятию контрольно-пленного в ночь с 19 на 20 января 1944 года в районе I километр Южнее хутора Зелёная — 2-я, Ново-Серогозского района Запорожской области, рискуя жизнью, разминировал проход во вражеском минном поле для движения разведчиков, при этом убрал до 20 мин. В дальнейшем присоединился к действующей группе, одним из первых ворвался в траншею противника и в рукопашной схватке уничтожил 3 немецких солдат, что способствовало взятию контрольно-пленного-одного немецкого офицера.»
Тяжело раненного Ивана Галенко было вынесено товарищами с поля боя. Находясь в санитарной части села Косаковка Нижнесерогозского района он умирает. Похоронен в селе Косаковка.
В дальнейшем память о нём увековечена в названии улиц села Косаковка и соседнего села Новопетровка.

## Биография
Родился __? 1925 года на хуторе Зрубная, шахта № 1.
Мать: Галенко Александра Фёдоровна.
Отец: Галенко Григорий Яковлевич.
Призван в ряды РККА в июле 1943 г. Снежнянским РВК, Сталинской области, Украинской ССР.
Умер от ран 20.01.1944 г.; Госпиталь 427 ОМСБ 54 гвардейской стрелковой дивизии, 58 ОМСБ; Украинская ССР, Запорожская обл., Нижне-Серогозский р-н, хутор Косаковка. Похоронен на гражданском кладбище Косаковки, могила № 10, 1 ряд, слева 2-й.
Приказом по 54 Гвардейской стрелковой дивизии 5 Ударной Армии 4 Украинского Фронта от 24.01.1944 г. награждён орденом «Красной звезды».

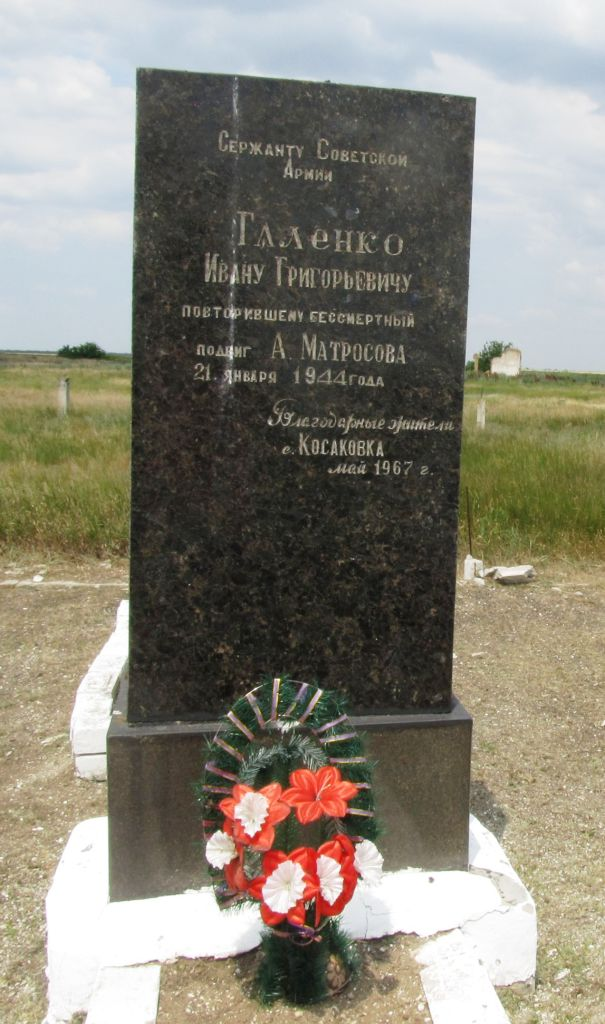
Могила Ивана Галенко в с. Косаковка.

## Легенда

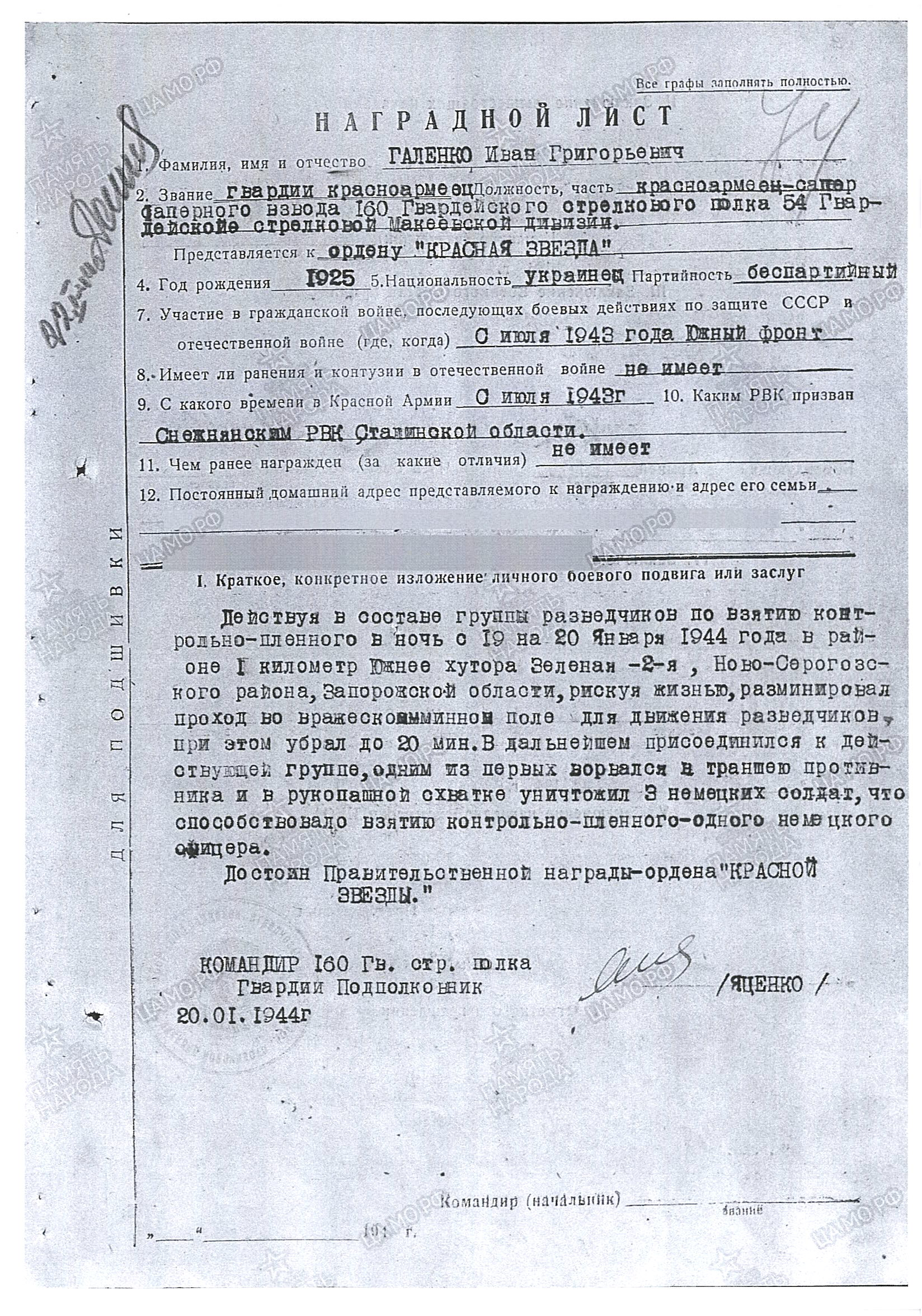
Наградной лист Галенко И. Г.

Согласно распространённой информации, Иван Галенко принял участие в разведке боем на Никопольском плацдарме между сёлами Зелёное и Верхний Рогачик, и 20 января 1944 года он, своим телом закрыл амбразуру вражеской огневой точки, спасая своих товарищей от пуль, тем самым повторил подвиг Александра Матросова. Однако архивными документальными данными эта информация не подтверждается.

## Награды
- орден Красной Звезды.